# Luitré
Luitré är en kommun i departementet Ille-et-Vilaine i regionen Bretagne i nordvästra Frankrike. Kommunen ligger i kantonen Fougères-Nord som tillhör arrondissementet Fougères-Vitré. År 2018 hade Luitré 1 287 invånare.

## Befolkningsutveckling
Antalet invånare i kommunen Luitré
Referens:INSEE